# Maria José Oliveira Monteiro

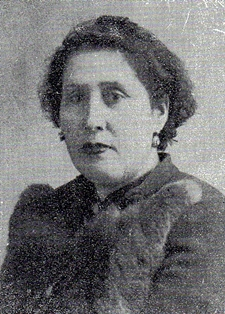
D. Maria José Oliveira Monteiro

Maria José Oliveira Monteiro, também conhecida como D. Maria José Matos, (Grijó, 15 de Junho de 1904, idem, 25 de Abril de 1984), foi uma memorável professora primária da vila de Grijó e ilustre investigadora dinisiana.
Filha de Joaquim de Oliveira Matos e de Rosa de Oliveira Monteiro, teve uma educação sólida, frequentando a Escola Normal do Porto em 1919. Formada professora pelo Magistério Primário do Porto leccionou primeiro nos distritos de Amarante, Porto e Aveiro, sendo, posteriormente, colocada em Grijó - Vila Nova de Gaia, a sua terra de eleição, onde viria a ser uma professora muito querida quer por alunos quer por conterrâneos.
A tradição popular da sua terra natal desde cedo lhe cativou a atenção as personagens e enredos das obras de Júlio Dinis.  As personagens dinisianas do romance “A Morgadinha dos Canaviais” estavam bem presentes na memória colectiva do povo grijoense e havia vários vestígios que comprovavam que o escritor havia vivido em Grijó e que ali se havia inspirado para escrever o romance.
Este fato levou a professora a aprofundar a sua investigação e a dedicar grande parte da sua vida ao estudo e ao apuro da história das personagens de Júlio Dinis.
Movida por uma enorme paixão, tanto pelo autor, como pelas memórias que a passagem de Júlio Dinis havia deixado nas pessoas de Grijó, a D. Maria José Oliveira Monteiro, escreveu o livro “Júlio Dinis e o enigma da sua vida”. Neste livro, a autora pretendeu, como refere no início da sua obra, “Escavar em ruínas, fazer reviver o passado, trazer até nós o que ficou por detrás da névoa da ignorância ou do esquecimento" e registar em livro as semelhanças que as gentes, os lugares e os hábitos de Grijó, (contemporâneos à época em que Júlio Dinis lá viveu) tinham com as personagens Dinisianas.